# Trimma sostra
Trimma sostra es una especie de peces de la familia de los Gobiidae en el orden de los Perciformes.

## Morfología
Los machos pueden llegar a alcanzar los 2,4 cm de longitud total.

## Hábitat
Es un pez de Mar y de clima tropical que vive hasta los 40 m de profundidad.

## Distribución geográfica
Se encuentran en las Islas Carolinas, Kiribati, las Islas Marshall e Islas Salomón.

## Observaciones
Es inofensivo para los humanos.